# Bank of Guyana
Die Bank of Guyana (BoG) ist die Zentralbank von Guyana. Sie wurde 1965 im Vorfeld der Unabhängigkeit des Landes 1966 gegründet. Der Sitz befindet sich in Georgetown und Gobind Ganga ist seit Dezember 2014 Gouverneur der BoG.

## Logo
Das Logo der Bank ist in vier Abschnitte unterteilt, welche die Hauptwirtschaftszweige von Guyana repräsentieren: Reis (oben links), Holz (oben rechts), Schiffbau (unten links) und Mineralien (unten rechts).

## Geschichte
Die Bank von Guyana wurde 1965 mit der Verordnung Nr. 23 Bank von Guyana (Bank of Guyana Ordinance No. 23) gegründet. Der eigentliche Betrieb begann am 16. Oktober 1965 – sieben Monate vor der politischen Unabhängigkeit des Landes. Die frühzeitige Gründung der Bank wurde durch eine Vereinbarung der britischen Regierung (welche die noch kolonialen Mitglieder des British Caribbean Currency Board (BCCB) vertrat) und der Regierung von Trinidad und Tobago begünstigt. Diese sah die Auflösung des BCCB bis Mitte 1967 und die Einstellung der Geldausgabe des Westindischen Dollars nach 1965 vor.
Die Bank of Guyana Ordinance wurde die Zentralbank als „autonome Institution“ mit Hauptsitz in der Hauptstadt Georgetown etabliert.
Im Rahmen der Wirtschaftspolitik der Regierung orientiert sich die Bank bei allen ihren Maßnahmen an den Zielen der Förderung der Währungsstabilität und der Schaffung von Kredit- und Wechselkursbedingungen, die dem Wachstum der Wirtschaft Guyanas förderlich sind.
Neben der Festlegung der Verwaltungs- und Managementmodalitäten für die Bank wurde die Bank in der Verordnung unter anderem dazu verpflichtet:
- das alleinige Recht zur Ausgabe und Einlösung von Banknoten und Münzen („sole right to issue and redeem notes and coins“)
- Bankier für die Geschäftsbanken („act as banker to the commercial banks“)
- Finanzagent und Treuhänder eines Bankiers für die Regierung fungieren („act as fiscal agent and trustee of a banker to the Government“)
- Verwaltung der von der Regierung geschlossenen Zahlungsvereinbarungen („administer payment agreements entered into by the Government“)

Im September 2019 blockierte die Bank of Guyana den Kauf der Scotiabank-Unternehmen in Guyana durch die karibische Republic Bank Financial Holdings. Im Dezember 2019 wurde die Bank of Guyana das Verwaltungsorgan des ersten Staatsfonds (sovereign wealth fund) des Landes. Fünf Monate später erhielt der Fonds seine erste Lizenzgebühr in Höhe von 4,9 Mio. US-Dollar aus der Offshore-Ölförderung. Im Oktober 2020 beschloss die Bank of Guyana, die Identifizierungsanforderungen der Geschäftsbanken für Privatkunden zur Eröffnung und Führung von Konten zu lockern, da die bisherigen Anforderungen zu streng waren.

### Verordnungsänderungen
Die Verordnung zur Gründung der Bank wurde überarbeitet und zum Gesetz über die Bank von Guyana (Bank of Guyana Act, CAP:85:02) erhoben. Dieses Gesetz wurde 1995, 1998 und zuletzt 2004 erneut überarbeitet. Die späteren Überarbeitungen stärkten die Rolle und den Zweck der Bank im Rahmen des Wirtschafts- und Finanzsystems Guyanas erheblich. Darüber hinaus verliehen sie der Bank größere Autonomie in Bezug auf ihre Verfassung, Verwaltung und Geschäftstätigkeit.

### Währung und Münzen
Die Bank begann am 15. November 1965 mit der Ausgabe der neuen nationalen Banknoten. Sie ersetzten die Banknoten der BCCB, deren Ausgabe bis zum 31. Dezember 1965 eingestellt wurde. Nationale Münzen wurden jedoch erst Mitte 1967 ausgegeben. Bis heute beliefert die Bank die Landeswährung weiterhin mit De La Rue und der Royal Mint.
Im Jahr 2012 begann die Bank of Guyana mit der Ausgabe von 5.000-Dollar-Scheinen, dem höchsten Nennwert in der Geschichte der Bank.

## Standorte
Bei ihrer Gründung war die Bank in provisorischen Räumlichkeiten an drei Standorten untergebracht. Der Gouverneur operierte von einem ihm zugewiesenen Büro im Parlamentsgebäude aus.
Zur Unterbringung der Forschungsabteilung wurden Büroräume von der Colonial Life Insurance Company in der High Street in Georgetown gemietet, während das Büro der BCCB im General Post Office Building in Georgetown im Auftrag der Bank Währungsgeschäfte durchführte.

## Führung
Die Bank wurde unter der Leitung ihres ersten Gouverneurs, Horst Bockelmann, gegründet, der von der Deutschen Bundesbank abgeordnet worden war. Er war auch am Aufbau der Zentralbank im benachbarten Trinidad und Tobago beteiligt. Später wurde der Gouverneur von Kemal Sogancilar unterstützt, der zum Bankdirektor ernannt wurde. Er war von der Zentralbank Zyperns abgeordnet worden, war aber zuvor bei der türkischen Zentralbank tätig gewesen.
Alle anderen Positionen wurden zunächst von Guyanern besetzt. Zwei Jahre später übernahm William P. D’Andrade die Spitzenposition und wurde der erste guyanische Gouverneur der Bank. Aufgrund seiner Tätigkeit als Schatzsekretär im Finanzministerium war er von Amts wegen Mitglied des Verwaltungsrats und fungierte später kurzzeitig als stellvertretender Gouverneur.

### Gouverneure
- Horst Bockelmann, 16. Oktober 1965–Januar 1968[10][11]
- William Peter D’Andrade, Januar 1968–1973[12]
- Patrick E. Matthews, 1973–September 1991[13][14]
- Archibald Meredith, September 1991–Juni 1997
- Dolly Sursattie Singh, Juni 1997–Juni 2005
- Lawrence Theodore Williams, Juni 2005–Mai 2014[15]
- Gobind Ganga, November 2014-[16]